# Easter Parade
Easter Parade és una pel·lícula musical estatunidenca de Charles Walters, estrenada el 1948. Aquesta comèdia reuneix Judy Garland i Fred Astaire (que signa la seva tornada després de dos anys d'absència) en una atmosfera nostàlgica molt Belle Époque.
El guió es basa en antigues i noves cançons d'Irving Berlin, girant al voltant del vodevil i de les revistes de començaments de segle. En el ballet titulat In The Harem es troben els mateixos colors cridaners i exòtics ja presents en la comèdia musical El pirata. Charles Walters, Robert Alton i Fred Astaire van imaginar petits números graciosos i inventius, entre les quals Beautiful cares need beautiful clothes amb el gag del vestit de plomes de Top Hat.
Èxit total a nivell musical i coreogràfic, Easter Parade és concebuda com un seguit impressionant de números amb disset cançons entre les quals vuit de noves, totes escrites per Irving Berlin.

## Argument
Nova York, 1912. Don Hewes, un ballarí, i una amiga es troben en un bar a Hannah Brown, de qui s'enamora de seguida. Promet fer d'ella una estrella que atraurà totes les mirades, canvia el seu nom pel de Juanita, li compra coses i l'ensenya a ballar. Hannah és la nova estrella d'un espectacle que comença la vigila de Pasqua. És un triomf.

## Producció
Film produït per Arthur Freed -un especialista en èxits musicals-, que va suposar la tornada de Fred Astaire al món del cinema, després de dos anys d'inactivitat.
El realitzador va declarar en la seva autobiografia: «... Clar, ho entenia. Si el fet de rodar junys generava conflictes emocionals, la solució era simple! Havíem de rodar separadament, i en privat, mostrar-me encoratjador, i prodigar-li tota la meva atenció.»
Charles Walters actor, ballarí, coreògraf oficial de la MGM és escollit per a la realització: «De fet, he fet la meva segona pel·lícula per casualitat. Vincente Minnelli havia de rodar-la amb Judy Garland, que era la seva dona, i estaven a punt quan el seu psiquiatre va suggerir que no havien de treballar junts, que amb la meitat del temps junts ja n'hi havia prou... Llavors Arthur Freed em va convocar i em va dir que em donava un paper a la pel·lícula.» Walters havia dirigit l'any abans el seu primer film, Good News.
Es van reprendre les activitats, però després d'alguns dies de rodatge, Gene Kelly es torça el turmell jugant a beisbol. De seguida, Gene Kelly proposa ser reemplaçat per Fred Astaire que estava mig jubilat des de feia dos anys, després es dedica a una cadena d'estudis de ball i a una de les seves passions, la cria de cavalls de carreresDesprés d'algunes indecisions (es troba massa vell per al paper), acaba acceptant gràcies a la lectura del guió i a la perspectiva de ser el company de Judy Garland. Un cop reunits per primera vegada, la parella se sent de meravella. Arthur Freed va testimoniar: «Judy estava encantada de treballar amb Fred Astaire. L'atenció que posava en polir les seves cançons, també la va posar en els seus números ballats. I aprenia de pressa. Mai no he vist ningú assajar dur com ella. Si Irving Berlin em va cedir els drets de la seva obra, és que volia fer de totes totes una pel·lícula amb Judy. Heus aquí la verdadera raó. »
Arthur Freed i Fred Astaire que ja havien col·laborat a  Iolanda i el lladre i  Ziegfeld Follies, treballaran des s'aleshores junts durant prop de deu anys fins a l'obra mestra  The Band Wagon.
Tanmateix el rodatge no va ser gens tranquil i Judy Garland, esgotada físicament, cau malalta. Somnífers i amfetamines li van fer patir «dramàtiques i fluctuants pujades de pes », canvis d'humor i absències repetides. El rodatge es va acabar per miracle, aconseguint en l'estrena un èxit tal que la MGM va voler encadenar de seguida una altra pel·lícula, The Barkleys of Broadway, amb el mateix equip. Però això era suposar que les forces de l'actriu aguantarien i després de tres setmanes de rodatge, és incapaç de continuar rodant aquest nou film i ha de renunciar al paper. És reemplaçada per la companya privilegiada dels anys trenta de Fred Astaire, Ginger Rogers.
Estava previst que Cyd Charisse fes el paper de Nadine Hale però, com Gene Kelly, es va ferir i va haver de ser reemplaçada per Ann Miller.
El rodatge es va desenvolupar del 25 de novembre de 1947 al 9 de febrer de 1948 als estudis de la Metro-Goldwyn-Mayer a Culver City i es van rodar escenes addicionals el 12 de març de 1948.
El pressupost estimat va ser de 2.503.654 dòlars amb una recaptació bruta de 6.803.000 dòlars als Estats Units.

## Repartiment
- Judy Garland: Hannah Brown[9]
- Fred Astaire: Don Hewes
- Peter Lawford: Jonathan «Johnny» Harrow III
- Ann Miller: Nadine Hale[10]
- Jules Munshin: François
- Clinton Sundberg: Mike, el barman
- Richard Beavers: Cantant
- Hector and His Pals: Ells mateixos
- Sara Shane: Showgirl

## Números musicals
- Happy Easter
- Drum Crazy: Fred Astaire
- It Only Happens When I Dance With You
- I Want to Go Back to Michigan: Judy Garland
- A Fella with an Umbrella: Judy Garland, Peter lawford
- Muntatge d'espectacle de varietés: I Love A Piano / Snookey Ookums / The Ragtime Violin / When the Midnight Choo-Choo Leaves for Alabam: Judy Garland, Fred Astaire
- Shakin' the Blues Away: Ann Miller
- Steppin' Out with My Baby: Fred Astaire
- A Couple of Swells: Judy Garland, Fred Astaire
- The Girl on the Magazine Cover
- Better Luck Next Time: Judy Garland
- Easter Parade: Judy Garland, Fred Astaire
- Let Me See Him By The Shore: número tallat

## Al voltant de la pel·lícula

### Gènesi del film
Gran clàssic de la comèdia musical americana, Easter Parade  és abans que tot el producte d'un mestre incontestat del gènere, Arthur Freed, gran productor de la MGM, promotor de pel·lícules famós també per El Cant de Missouri, Show Boat'', Un americà a París, Cantant sota la pluja o encara Tots en scène.
Va ser l'iniciador dels principals talents del musical: va reclutar Gene Kelly a Broadway, va afavorir l'ascensió de Judy Garland al si de la MGM, va llançar la carrera de Fred Astaire a mitjans dels anys quaranta i va saber envoltar-se d'una «tropa» de tècnics i de nous reclutes del món de l'espectacle.
Va contractar Vincente Minnelli llavors principiant, convertit els ballarins Stanley Donen i Charles Walters a la realització, i va descobrir joves actrius com Cyd Charisse i Leslie Caron entre d'altres.
Se li deu també d'haver produït l'única pel·lícula que reuneix al capdavant de cartell, les dues superestrelles de la comèdia musical Judy Garland i Fred Astaire. Tanmateix, aquest càsting somniat no era previst en un principi.

### Critiques
La pel·lícula va tenir èxit tant de crítica com de públic i és considerat encara avui entre les millors comèdies musicals americanes.
- «Agafeu Irving Berlin, Fred Astaire i Judy Garland, la música, el ball, i heus aquí una pel·lícula de primera classe, un foc d'artifici... Fred Astaire més que mai giravoltant i magnífic i molt ben reforçat per la senyoreta Garland. A Esaster Parade , la senyoreta Garland accedeix a la maduresa... Una bonica actriu, segura del seu talent. Easter Parade no és només la seva última pel·lícula, és també una de les seves millors aparicions.»[13]
- «Tres estrelles i mitja. Tot el que els aficionats de cinema han buscat des de fa molt de temps a Broadway: alegria, esperit, música, el ritme màgic d'Ann Miller i de Fred Astaire i de Judy Garland murmurant aquests aires fascinants d'Irving Berlin...»[14]
- «... Musicalment, és una verdadera felicitat, amb Astaire interpretant un solo de bateria a Dum crazy , ballant al ralentí Stepping out with my baby  o disfressant-se de vagabund per al cèlebre duo A couple of swells , que es convertirà en un clàssic de Garland a l'escena. Amb Shakin' the Blues Away , la virtuosa de les claquetes Ann Miller està particularment fantàstica amb el seu vestit groc, molt tecnicolor.»[15]

## Premis i nominacions

### Premis
- 1949. Oscar a la millor música per Johnny Green i Roger Edens